# (1907) Rudneva
(1907) Rudneva (aussi nommé 1972 RC2) est un astéroïde de la ceinture principale, découvert le 11 septembre 1972 par Nikolaï Tchernykh à l'observatoire d'astrophysique de Crimée, en Ukraine. 
Il a été nommé en hommage à Evguenia Roudneva, membre de la Société d'astronomie et géodésie de l'Union soviétique.